# Jack Draper
Jack Draper (* 22. prosince 2001 Sutton, Velký Londýn) je britský profesionální tenista hrající levou rukou. Ve své dosavadní kariéře na okruhu ATP Tour vyhrál tři turnaje ve dvouhře. Na challengerech ATP a okruhu ITF získal dvanáct titulů ve dvouhře a jeden ve čtyřhře.
Na žebříčku ATP byl ve dvouhře nejvýše klasifikován v červnu 2025 na 4. místě a ve čtyřhře v dubnu téhož  roku na 203. místě. Trénuje ho James Trotman.
V juniorském tenise si zahrál finále Wimbledonu 2018, z něhož odešel poražen od Tchajwance Cenga Čchun-sina. Na juniorském kombinovaném žebříčku ITF nejvýše figuroval v závěru prosince 2018 na 7. příčce.
V britském daviscupovém týmu debutoval v roce 2023 skupinovou fází finále proti Austrálii, v níž porazil Kokkinakise. Britové vyhráli 2–1 na zápasy a postoupili do čtvrtfinále, v němž nestačil na Srba Kecmanoviće. Srbsko postoupilo po výhře 2–0 na zápasy. Do září 2025 v soutěži nastoupil ke čtyřem mezistátním zápasům s bilancí 1–3 ve dvouhře a 0–0 ve čtyřhře.
Velkou Británie reprezentoval na Letních olympijských hrách 2024 v Paříži. Ve druhém kole dvouhry podlehl Američanu Tayloru Fritzovi.

## Soukromý život
Narodil se roku 2001 v anglickém Suttonu, jihozápadně od Londýna. Otec Roger Draper působil v letech 2003–2006 jako výkonný ředitel Sport England, příspěvkové organizace ministerstva pro digitalizaci, kulturu, média a sport, zodpovědné za financování a řízení britského sportu. Mezi roky 2006–2013 pak zastával stejnou pozici v britském tenisovém svazu Lawn Tennis Association. Matka Nicky Draperová hrála závodně tenis a stala se britskou juniorkou šampionkou. Bratr Ben Draper hrál tenis na amerických univerzitách.
S tenisem začal ve třech letech v Sutton Tennis & Squash clubu pod vedením matky. V období 2006–2016 jej trénoval Justin Sherring a mezi roky 2017–2021 Ryan Jones.

## Tenisová kariéra
V hlavní soutěži okruhu ATP Tour debutoval v devatenácti letech březnovým Miami Open 2021, kam jako člen čtvrté světové stovky obdržel divokou kartu. Po ztrátě úvodní sady s Kazachstáncem Michailem Kukuškinem, duel po 81 minutách skrečoval. Lékař se mu věnoval již při výměně stran za stavu gamů 5–6. Při soupeřově setbolu v další hře se mu při bekhendu podlomily nohy. Po čtyřech minutách vleže na ploše utkání skrečoval pro vyčerpání a závrať. Zápas se hrál za vysoké teploty a vlhkosti, typických podmínek pro Miami. Podle Drapera jeho zdravotní stav souvisel i s těžším průběhem covidu-19, který prodělal v lednu 2021. Kukuškin uvedl, že v tak náročných podmínkách dosud nehrál. Podruhé se na okruhu představil na travnatém cinch Championships 2021 v londýnském Queen's Clubu, opět na divokou kartu. První zápas na túře ATP vyhrál nad třetím nasazeným Italem Jannikem Sinnerem, figurujícím na dvacáté třetí příčce, čímž premiérově porazil člena světové třicítky. Poté zdolal Kazachstánce ze čtvrté desítky Alexandra Bublika, než jej ve čtvrtfinále zastavil krajan Cameron Norrie. Stal se tak nejmladším britským čtvrtfinalistou na okruhu ATP Tour od Andyho Murrayho v sezóně 2006. Bodový zisk jej poprvé posunul do Top 250.

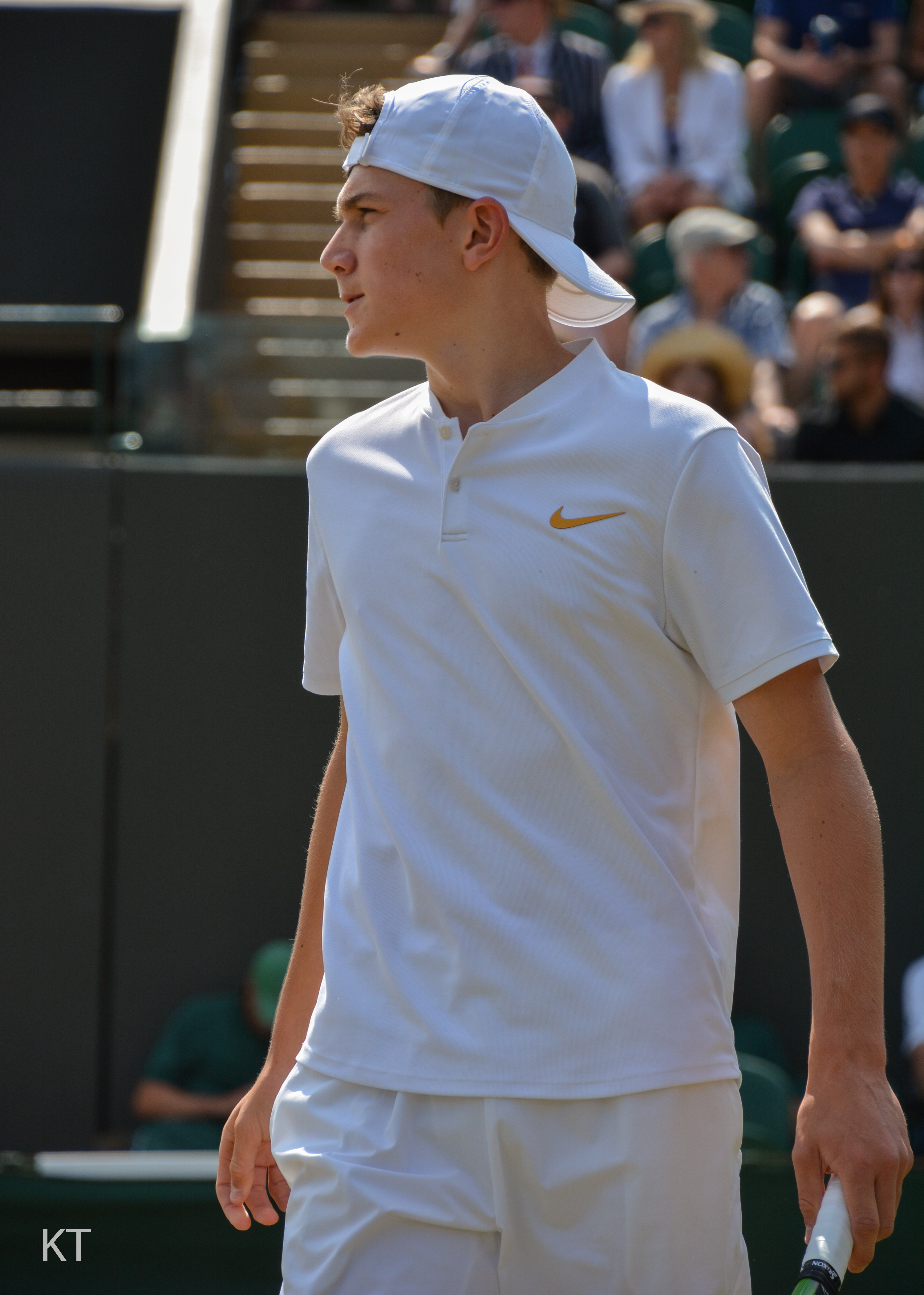
Na wimbledonské juniorce 2018 prohrál ve finále

Debut v hlavní soutěži nejvyšší grandslamové kategorie zaznamenal v mužském singlu Wimbledonu 2021, v němž se po udělení divoké karty střetl s dvojnásobným obhájcem trofeje a světovou jedničkou Novakem Djokovićem. Po zisku úvodní sady další tři prohrál a soutěž opustil. Londýnský cinch Championships 2022 odehrál v týdnu, kdy debutově pronikl mezi sto nejlepších tenistů. Ve vydání z 13. června mu na žebříčku ATP patřila 99. příčka. Do prvního semifinále se probojoval na travnatém Rothesay International Eastbourne 2022, kde znovu startoval na divokou kartu. Ve druhém kole poprvé vyřadil člena světové dvacítky, patnáctého v pořadí Diega Schwartzmana. Do finále jej však nepustil Američan Maxime Cressy po třísetové bitvě, v níž dvě sady rozhodl až tiebreak. První přímý start na grandslamu si zajistil ve Wimbledonu 2022, kde na úvod porazil Belgičana Zizoua Bergse. Ve druhém kole skončil na raketě australské turnajové devatenáctky Alexe de Minaura.
Člena elitní světové desítky premiérově zdolal na montréalském National Bank Open 2022, kde si jako kvalifikant ve druhé fázi poradil s pátým mužem klasifikace Stefanosem Tsitsipasem. Poté mu skrečovala světová dvacítka Gaël Monfils, čímž na turnaji porazil již třetího Francouze. Mezi poslední osmičkou nenašel recept na Španěla Pabla Carreña Bustu. Navazující Winston-Salem Open 2022 znamenal postup do čtvrtfinále přes Fabia Fogniniho a Dominica Thiema. Z něho však odešel poražen od Švýcara Marca-Andreu Hüslera z počátku druhé stovky. Třetí kolo na grandslamu si poprvé zahrál na US Open 2022 po výhrách nad Finem Emilem Ruusuvuorim a kanadskou světovou osmičkou Félixem Augerem-Aliassimem. První set v turnaji ztratil až s Rusem Karenem Chačanovem. V závěru třetí sady, kdy předtím každý vyhrál jednu z nich, soupeři skrečoval. Při hře si poranil hamstring na pravé končetině.
Na Adelaide International 2023 se podruhé v kariéře probojoval do semifinále okruhu ATP. Po výhře nad třetím nasazeným Karenem Chačanovem však podlehl šťastnému poraženému Jihokorejci z kvalifikace Sunu-u Kwonovi. Debut v Indian Wells na BNP Paribas Open 2023  proměnil v osmifinálovou účast, když přehrál krajany Daniela Evanse i Andyho Murrayho. Ve druhé sadě čtvrtého kola však skrečoval světové dvojce Carlosi Alcarazovi pro poranění břišního svalu. Grandslamové osmifinále si poprvé zahrál na US Open 2023 po výhrách nad Raduem Albotem, sedmnáctým nasazeným Hubertem Hurkaczem a Michaelem Mmohem. Poté jej vyřadila turnajová osmička Andrej Rubljov. Premiérovou účast ve finále okruhu ATP Tour zaznamenal na listopadovém Sofia Open 2023. V souboji o titul však podlehl 35letému Francouzi Adrianu Mannarinovi, přestože získal druhou sadu. Ve 21 letech se stal nejmladším britským finalistou na okruhu od Andyho Murrayho na Miami Masters 2009. Přes nejvýše nasazenou světovou čtrnáctku Tommyho Paula a Kazachstánce Alexandra Bublika postoupil do druhého kariérního finále na lednovém Adelaide International 2024. V něm proti Čechovi Jiřímu Lehečkovi ze čtvrté desítky získal úvodní sadu. Přesto odešel poražen, když další dva sety ztratil.
První kariérní titul získal na travnatém Stuttgart Open. Ve finále přehrál Itala Mattea Berrettiniho po třísetovém průběhu, přestože byl v závěru druhé sady dva míče od porážky. Bodový zisk mu zajistil posun na nové žebříčkové maximu v podobě 31. místa a  zároveň se stal se britskou jedničkou.
Na US Open 2024 startoval jako 25. nasazený. Bez ztráty setu postoupil poprvé v kariéře do čtvrtfinále grandslamu, když porazil čtyři nenasazené soupeře včetně přemožitele světové trojky Alcaraze Nizozemce Botica van de Zandschulpa nebo Tomáše Macháče. V semifinále pak porazil, rovněž ve třech setech, světovou desítku Alexe de Minaura a postoupil jako první Brit od roku 2012 do semifinále US Open. V něm byla nad jeho síly italská světová jednička Jannik Sinner. Bodový zisk mu přesto zajistil posun mezi dvacet nejlepších hráčů světa.
Do finále prvního Mastersu postoupil na BNP Paribas Open 2025 v Indian Wells přes obhájce trofeje a světovou trojku Carlose Alcaraze. V závěrečném duelu pak přehrál třináctého muže žebříčku Holgera Runeho po hladkém dvousetovém průběhu. Oplatil mu tím jedinou předchozí prohru ze Cincinnati Open 2024 a získal třetí singlový titul na túře ATP.  V rámci Mastersů se stal pátým britským šampionem. Bodový zisk mu zajistil debut v elitní světové desítce, v níž mu 17. března 2025 patřila 7. příčka.

## Finále na okruhu ATP Tour
| Legenda                       |
| ----------------------------- |
| D – dvouhra; Č – čtyřhra      |
| Grand Slam (0)                |
| Turnaj mistrů (0)             |
| ATP Tour Masters 1000 (1–1 D) |
| ATP Tour 500 (1–1 D)          |
| ATP Tour 250 (1–2 D)          |

### Dvouhra: 7 (3–4)
| Stav      | č. | datum              | turnaj                      | kategorie | povrch    | soupeř ve finále  | výsledek           |
| --------- | -- | ------------------ | --------------------------- | --------- | --------- | ----------------- | ------------------ |
| Finalista | 1. | 11. listopadu 2023 | Sofie, Bulharsko            | ATP 250   | tvrdý (h) | Adrian Mannarino  | 6–7(6–8), 6–2, 3–6 |
| Finalista | 2. | 13. ledna 2024     | Adelaide, Austrálie         | ATP 250   | tvrdý     | Jiří Lehečka      | 6–4, 4–6, 3–6      |
| Vítěz     | 1. | 16. června 2024    | Stuttgart, Německo          | ATP 250   | tráva     | Matteo Berrettini | 3–6, 7–6(7–5), 6–4 |
| Vítěz     | 2. | 27. října 2024     | Vídeň, Rakousko             | ATP 500   | tvrdý (h) | Karen Chačanov    | 6–4, 7–5           |
| Finalista | 3. | 22. února 2025     | Dauhá, Katar                | ATP 500   | tvrdý     | Andrej Rubljov    | 5–7, 7–5, 1–6      |
| Vítěz     | 3. | 16. března 2025    | Indian Wells, Spojené státy | ATP 1000  | tvrdý     | Holger Rune       | 6–2, 6–2           |
| Finalista | 4. | 4. května 2025     | Madrid, Španělsko           | ATP 1000  | antuka    | Casper Ruud       | 5–7, 6–3, 4–6      |

## Tituly na challengerech ATP a okruhu ITF
| Legenda                |
| ---------------------- |
| Challengery (5 D; 0 Č) |
| ITF (7 D; 1 Č)         |

### Dvouhra (12 titulů)
| Č. | datum         | turnaj                     | okruh             | povrch    | poražený finalista  | výsledek            |
| -- | ------------- | -------------------------- | ----------------- | --------- | ------------------- | ------------------- |
| 1. | září 2018     | Nottingham, Velká Británie | World Tennis Tour | tvrdý     | Andrew Watson       | 3–6, 7–6(7–3), 6–0  |
| 2. | září 2018     | Roehampton, Velká Británie | World Tennis Tour | tvrdý     | Filip Bergevi       | 6–3, 6–2            |
| 3. | říjen 2018    | Lagos, Nigérie             | World Tennis Tour | tvrdý     | Tom Jomby           | 1–6, 6–3, 6–4       |
| 4. | červenec 2019 | Roehampton, Velká Británie | World Tennis Tour | tvrdý     | Daniel Cukierman    | 4–6, 6–3, 6–2       |
| 5. | srpen 2019    | Chiswick, Velká Británie   | World Tennis Tour | tvrdý     | Igor Sijsling       | 6–4, 2–6, 6–3       |
| 6. | září 2019     | Shrewsbury, Velká Británie | World Tennis Tour | tvrdý (h) | Julian Ocleppo      | 6–4, 6–0            |
| 7. | únor 2020     | Sunderland, Velká Británie | World Tennis Tour | tvrdý (h) | Igor Sijsling       | 6–2, 6–0            |
| 1. | leden 2022    | Forlì, Itálie              | Challenger        | tvrdý (h) | Jay Clarke          | 6–3, 6–0            |
| 2. | únor 2022     | Forlì, Itálie (2)          | Challenger        | tvrdý (h) | Tim van Rijthoven   | 6–1, 6–2            |
| 3. | únor 2022     | Forlì, Itálie (3)          | Challenger        | tvrdý (h) | Alexander Ritschard | 3–6, 6–3, 7–6(10–8) |
| 4. | duben 2022    | Saint-Brieuc, Francie      | Challenger        | tvrdý (h) | Zizou Bergs         | 6–2, 5–7, 6–4       |
| 5. | listopad 2023 | Bergamo, Itálie            | Challenger        | tvrdý (h) | David Goffin        | 1–6, 7–6(7–3), 6–3  |

### Čtyřhra (1 titul)
| Č. | datum         | turnaj         | okruh             | povrch | spoluhráč     | poražení finalisté         | výsledek              |
| -- | ------------- | -------------- | ----------------- | ------ | ------------- | -------------------------- | --------------------- |
| 1. | červenec 2019 | Cancún, Mexiko | World Tennis Tour | tvrdý  | Nicolás Mejía | Aron Pierce Noah Schachter | 4–6, 7–6(7–2), [10–5] |

## Chronologie výsledků na Grand Slamu

### Dvouhra
| Turnaj          | 2018 | 2019 | 2020 | 2021    | 2022    | 2023    | 2024    | 2025    | SR     | V–P   |
| --------------- | ---- | ---- | ---- | ------- | ------- | ------- | ------- | ------- | ------ | ----- |
| Australian Open | A    | A    | A    | A       | A       | 1. kolo | 2. kolo | 4. kolo | 0 / 3  | 4–3   |
| French Open     | A    | A    | A    | A       | A       | 1. kolo | 1. kolo | 4. kolo | 0 / 3  | 3–3   |
| Wimbledon       | 1Q   | 1Q   | NH   | 1. kolo | 2. kolo | A       | 2. kolo | 2. kolo | 0 / 4  | 3–4   |
| US Open         | A    | A    | A    | A       | 3. kolo | 4. kolo | SF      |         | 10 / 3 | 0–3   |
| výhry–prohry    | 0–0  | 0–0  | 0–0  | 0–1     | 3–2     | 3–3     | 7–4     | 7–3     | 0 / 14 | 20–13 |

| Legenda | Legenda                                   | Legenda | Legenda                     |
| ------- | ----------------------------------------- | ------- | --------------------------- |
| SR      | poměr vyhraných turnajů ku všem odehraným | W–L V–P | výhry–prohry                |
| NH      | daný rok se turnaj nekonal                | A       | turnaje se hráč nezúčastnil |
| 1Q / LQ | prohra v (kole) kvalifikace               | 1k / 1R | prohra v daném kole turnaje |
| QF / ČF | prohra ve čtvrtfinále                     | SF      | prohra v semifinále         |
| F       | prohra ve finále                          | Vítěz   | vítězství v turnaji         |